# بئر حمد بن جذنان (القطن)
'

تعديل مصدري - تعديل

بئر حمد بن جذنان هي إحدى قرى عزلة القطن بمديرية القطن التابعة لمحافظة حضرموت، بلغ تعداد سكانها 43 نسمة حسب تعداد اليمن لعام 2004.